# Rhynocoris erythropus

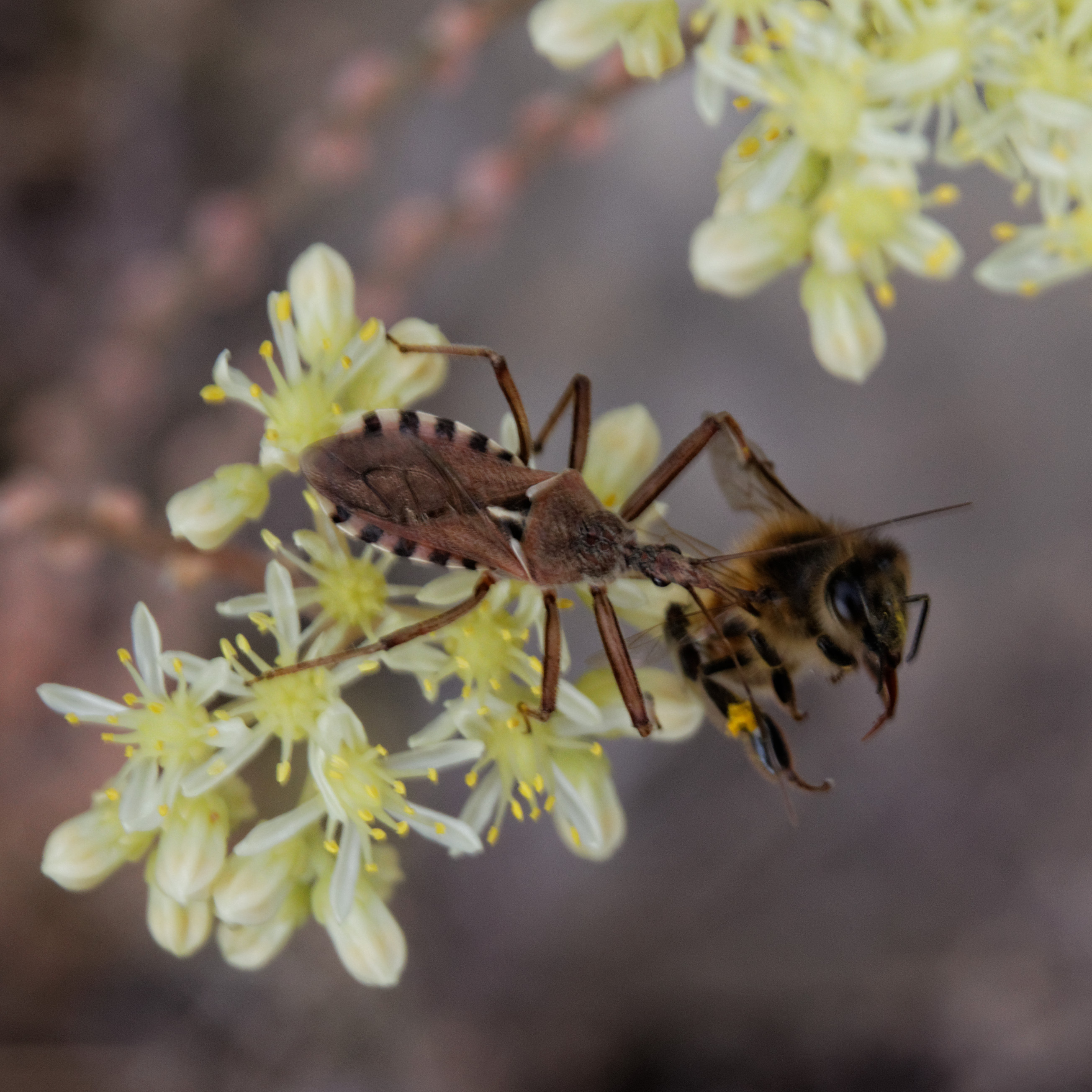
Rhynocoris erythropus erbeutet eine Honigbiene (Apis mellifera)

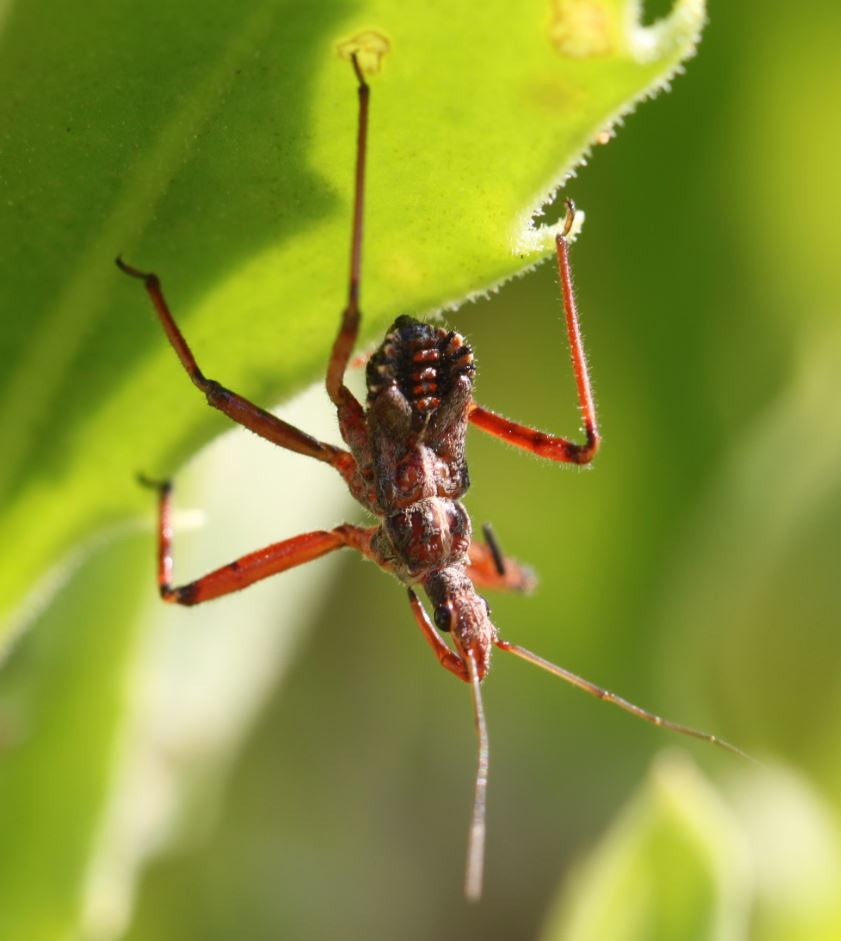
Nymphe

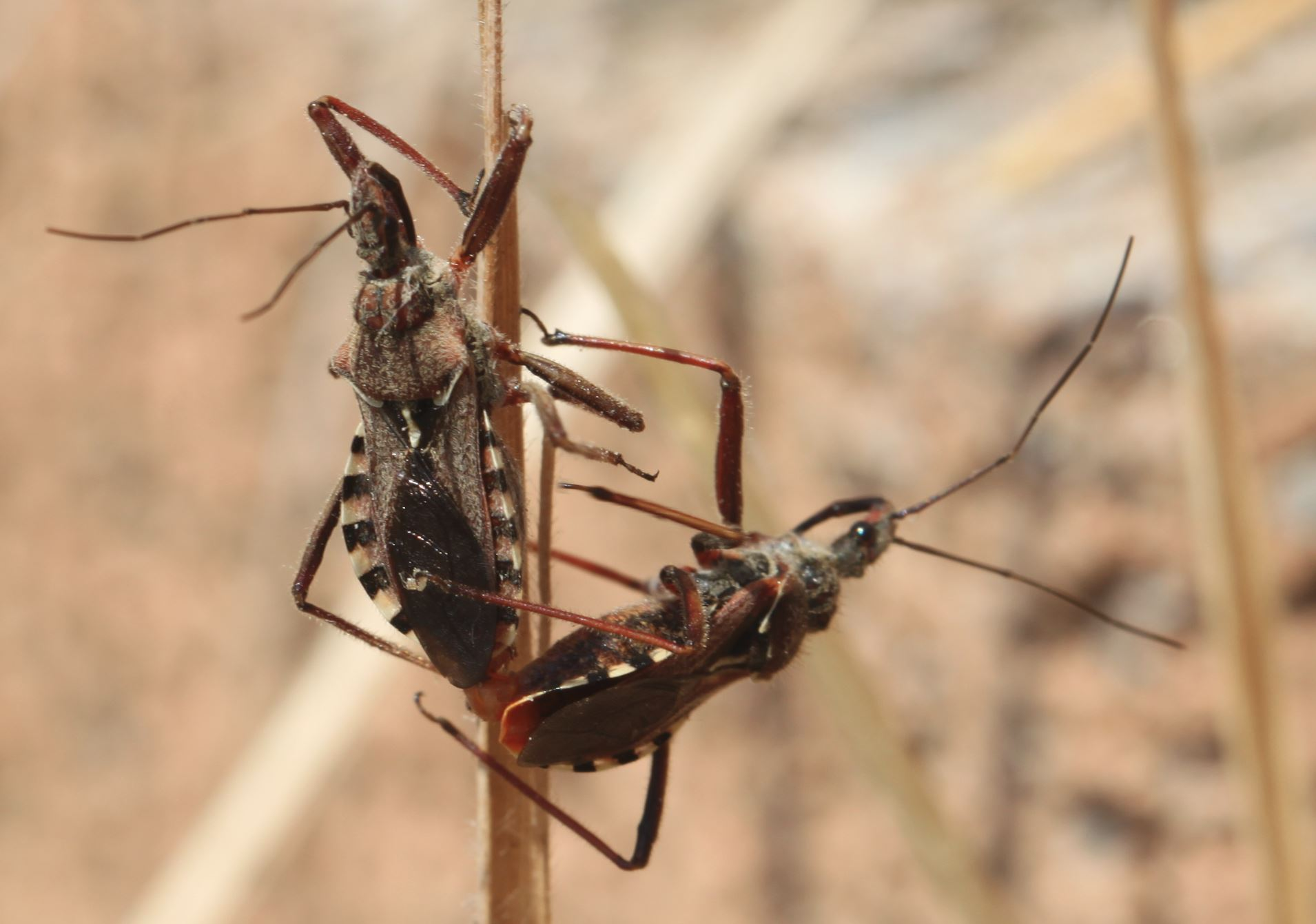
Paarung

Rhynocoris erythropus, auch als „Mediterrane Mordwanze“ bekannt, ist eine braunorangefarbene Wanzenart aus der Familie der Raubwanzen (Reduviidae).

## Verbreitung und Lebensräume
Das Verbreitungsgebiet der Wanzenart liegt im westlichen Mittelmeerraum und reicht von Nordafrika über die Iberische Halbinsel und Italien bis nach Westeuropa (Belgien). Die wärmeliebende Art findet man vereinzelt im Westen Deutschlands – beispielsweise im Oberrheingraben, am Mittelrhein oder im Moseltal.
Sowohl die erwachsenen Tiere als auch die Nymphen sind hauptsächlich in der Krautschicht anzutreffen.

## Merkmale
Die Wanzen der Art Rhynocoris erythropus erreichen Körperlängen zwischen 12 und 16 Millimetern. Sie sind groß und kräftig gebaut und hauptsächlich braunorange gefärbt. Kopf und Fühler sind dunkelbraun bis schwarz gefärbt. Der kräftige Rüssel (Rostrum) ist rot und schwarz gefärbt. Das schwarze Schildchen (Scutellum) weist eine markante weiße mittige Strichzeichnung auf. 
Der braunorangene Halsschild (Pronotum) besitzt links und rechts vom Schildchen einen weißen Rand. Das Corium und der Cuneus der Vorderflügel (Hemielytren) ist braunorange. Die Beine sind orangebraun-schwarz gemustert. Das Connexivum (auf der Seite sichtbarer Teil des Abdomens) ist schwarz mit weißen Flecken.

## Lebensweise
Die Tiere ernähren sich ausschließlich räuberisch von verschiedenen Insekten. Die Beute wird durch einen auch für den Menschen schmerzhaften Stich rasch abgetötet und ausgesaugt. Die erwachsenen Tiere sind von April bis September zu beobachten.